# Gladiator (hudební skupina)
Gladiator je slovenská rocková skupina, kterou v roce 1989 spolu s Georgio Babulicom založili bratři Miko, Maroš a Dušan Hladký. Členové skupiny pocházejí z Alekšiniec, vesnice blízko Nitry. Žánrově se přikláněli k metalu, mezi jejich největší hudební vzory patřily v začátcích skupiny Metallica a Sepultura.

## Hudební kariéra
Po dvou letech úspěšného účinkování na amatérských koncertech a festivalech kapela dostala v roce 1991 od českého hudebního vydavatelství Zeras nabídku na nahrávku debutového alba. Videoklip ke skladbě Profitable Losses´' (1992) z tohoto alba, který byl vydán pod názvem Designation, se stal prvním slovenským hudebním videoklipem, který byl vysílán v programech americké hudební stanice MTV.
Po tomto úspěchu vyšlo hned v následujícím roce 1993 ve slovenském vydavatelství Škvrna Records druhý thrash metalové album s názvem Made Of Pain. Videoklip ke skladbě My World byl znovu vysílán na MTV, ale i na německém hudebním kanálu VIVA. Skladba My World byla zároveň první, která se objevila na příčkách slovenské hitparád.
V první polovině 90. let vrcholila ve světě popularita hudebního stylu grunge, jehož nejvýznamnějšími představiteli byly skupiny Nirvana, Pearl Jam, Soundgarden a Alice in Chains . Tento hudební žánr byl blízký i členem skupiny Gladiator. Stal se pro ně inspirací pro nové melodické nápady, a proto se rozhodli pro změnu jejich thrash metalového stylu. Tato skutečnost ovlivnila jejich následující nahrávky, které vyšly na třetím albu z roku 1994 pod názvem Third Eye. Album však zaznamenalo, i přes změnu hudebního stylu, dobrou prodejnost. Skladba In Your Head se stala hitem na Slovensku i v zahraničí. Kromě Slovenska skupina koncertovala i v Německu a Francii. V tomto roce odešel ze skupiny jeden z bratrů – Dušan, kterého na postu kytaristy nahrazuje Rastislav Krčmárik.
Čtvrté album skupiny, které vyšlo pod názvem Dogstime (1996), získalo pět nominací na cenu Grand Prix Slovensko 1997, Slovensku obdobu Grammy. Album získal dvě ocenění: Videoklip roku 1996 za skladbu "Sweet Little Mouse", videoklip ke které vytvořil režisér Karol Vosátko, a zvukař Ján Desek získal za toto album ocenění Zvuk roku 1996. V tomto roce se opět vyměnil kytarista skupiny – na místo Rastislava Krčmárika přišel Rastislav Toman. V roce 2000 byla skupina nominována v kategoriích Skupina roku 1999, Interpret roku 1999 a Album roku 1999 – za album … viem, kde boh spí (1999).

## Členové

### Současní
- Miloš "Miko" Hladký – zpěv, kytara
- Marián "Maroš" Hladký – basová kytara, kytara
- Juraj "Georgio" Babulic – bicí nástroje, zpěv
- Tomáš "Lívo" Vereš – kytara
- Peter "Slamka" Slamečka – klávesové nástroje

### Bývalí
- Dušan Hladký – basová kytara
- Rastislav Krčmárik – kytara
- Rastislav Toman – kytara